# مطار أضنة شاكرباشا
مطار أضنة شاكرباشا (بالتركية: Şakirpaşa Havalimanı) هو مطار دولي يقع في أضنة جنوب تركيا، تأسس في 1937. وهو يخدم جميع منطقة تشوكوروفا، لوجهات محلية ودولية متعددة. في سنة 2016 زاره 5.6 مليون مسافر، هو السادس أكثر المطارات ازدحاماً في تركيا، ويحتل المرتبة 80 في أوروبا.

## صور ذات علاقة

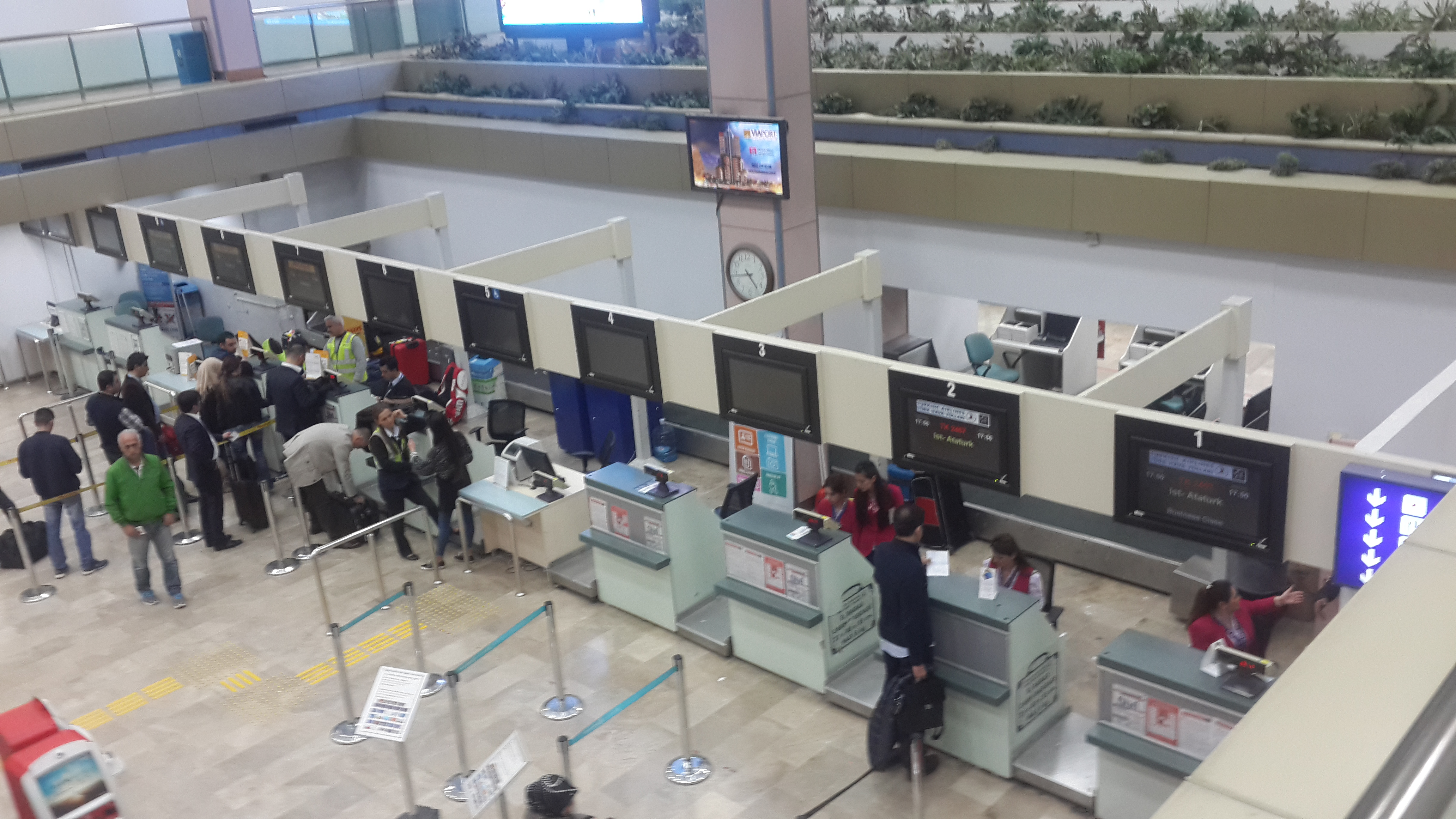
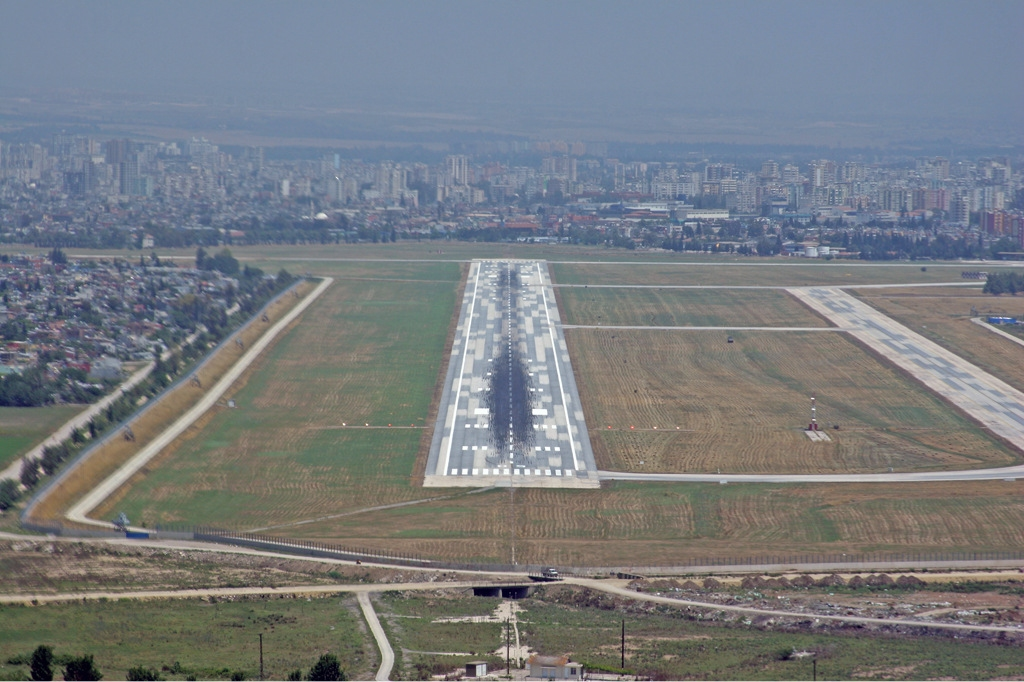
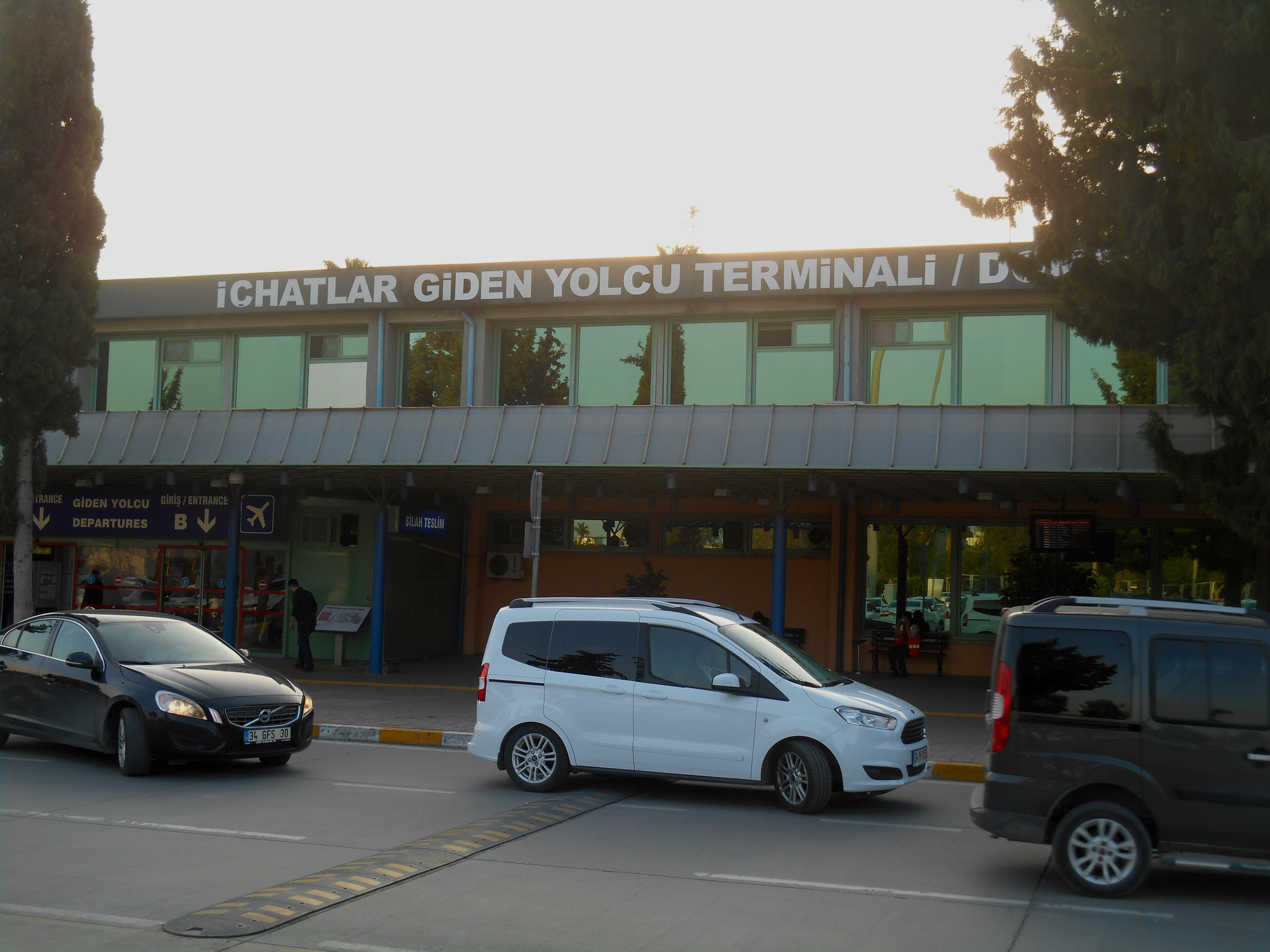

## شركات الطيران
| شركـات طيـران         | الوجهات |
| --------------------- | --- |
| إيروفلوت              | مطار شيريميتييفو الدولي (تبدأ 8 يونيو 2023) |
| الأناضول جت           | مطار إيسنبوغا الدولي، مطار بيروت رفيق الحريري الدولي، مطار إرجان الدولي، مطار صبيحة كوكجن الدولي موسمي: مطار أربيل الدولي |
| Corendon Airlines     | موسمي: مطار كولونيا بون الدولي، مطار دوسلدورف الدولي، مطار هانوفر لانغنهاغن، مطار نورمبرغ |
| يورو وينجز            | موسمي: مطار دوسلدورف الدولي (تبدأ 25 يونيو 2023)، مطار هامبورغ (تبدأ 8 يوليو 2023)، مطار شتوتغارت الدولي |
| خطوط بيغاسوس          | مطار أنطاليا، مطار دوسلدورف الدولي، مطار إرجان الدولي، مطار صبيحة كوكجن الدولي، مطار عدنان مندريس، مطار طرابزون الدولي، Van موسمي: مطار ميلاس بودروم، مطار كولونيا بون الدولي، مطار دالامان، Tabriz، مطار الإمام الخميني الدولي                                                          |
| الخطوط الجوية القطرية | موسمي: مطار حمد الدولي |
| صن إكسبريس            | مطار أنطاليا، مطار دوسلدورف الدولي، مطار فرانكفورت، مطار عدنان مندريس موسمي: مطار سخيبول أمستردام، مطار برلين براندنبرغ (تبدأ 15 يونيو 2023)، مطار بروكسل الدولي، مطار هانوفر لانغنهاغن، مطار ميونخ الدولي، مطار شتوتغارت الدولي                                                         |
| الخطوط السعودية       | موسمي: مطار الملك عبد العزيز الدولي |
| Tailwind Airlines     | موسمي: مطار الإمام الخميني الدولي |
| الخطوط الجوية التركية | مطار إسطنبول الدولي موسمي: مطار أنطاليا، مطار برلين براندنبرغ، مطار كولونيا بون الدولي، مطار دوسلدورف الدولي، مطار فرانكفورت، مطار هامبورغ، مطار هانوفر لانغنهاغن، مطار الملك عبد العزيز الدولي، مطار الأمير محمد بن عبد العزيز الدولي، مطار شتوتغارت الدولي، مطار الإمام الخميني الدولي |

## وصلات خارجية
- الموقع الرسمي